# (9134) Encke
(9134) Encke (4822 P-L) – planetoida z grupy pasa głównego asteroid okrążająca Słońce w ciągu 4,96 lat w średniej odległości 2,91 j.a. Odkryta 24 września 1960 roku.